# Beaurepaire-en-Bresse
Beaurepaire-en-Bresse é uma comuna francesa na região administrativa de Borgonha-Franco-Condado, no departamento Saône-et-Loire. Estende-se por uma área de 10,46 km². Em 2010 a comuna tinha 724 habitantes (densidade: 69,2 hab./km²).